# Real Illusions: Reflections
Real Illusions: Reflections je studiové album Stevea Vaie, vydané v roce 2005. Jedná se o první studiové album od roku 1999, kdy vyšlo album The Ultra Zone a zároveň poslední až do roku 2012.

## Seznam skladeb
Autorem všech skladeb je Steve Vai.
| Pořadí         | Název               | Délka |
| -------------- | ------------------- | ----- |
| 1.             | Building the Church | 4:58  |
| 2.             | Dying for Your Love | 4:50  |
| 3.             | Glorious            | 4:35  |
| 4.             | K'm-Pee-Du-Wee      | 4:00  |
| 5.             | Firewall            | 4:19  |
| 6.             | Freak Show Excess   | 6:51  |
| 7.             | Lotus Feet          | 6:45  |
| 8.             | Yai Yai             | 2:37  |
| 9.             | Midway Creatures    | 3:42  |
| 10.            | I'm Your Secrets    | 4:26  |
| 11.            | Under it All        | 8:07  |
| Celková délka: | Celková délka:      | 55:10 |

## Sestava
- Steve Vai – kytara, zpěv
- Dave Weiner – kytara, elektrický sitár
- Tony MacAlpine – kytara, klávesy, zpěv
- Billy Sheehan – baskytara, zpěv
- Jeremy Colson – bicí, perkuse
- Bryan Beller – baskytara
- Len Birman – mluvené slovo
- Ruby Birman – mluvené slovo
- Jeff Mallard – mluvené slovo
- Michael Mesker – mluvené slovo
- Thomas Nordegg – mluvené slovo
- Laurel Fishman – mluvené slovo
- Fire Vai – mluvené slovo
- Pia Vai – harfa
- Gregg Bissonette – perkuse
- Stacie Ellis – doprovodný zpěv
- Gary Grant – trubka
- Jerry Hey – trubka
- Dan Higgins – saxofon
- Larry E. Williams – saxofon
- Chris Opperman – klavír
- Charles Loper – pozoun
- Bill Reichenbach Jr. – pozoun